# Тратуро I (Л'Аквила)
Тратуро I (итал. Tratturo I) је насеље у Италији у округу Л'Аквила, региону Абруцо.
Према процени из 2011. у насељу је живело 24 становника. Насеље се налази на надморској висини од 391 м.